# 包公奇案
《包公奇案》是電視劇《包公出巡》的續集。該劇以《雙城記》、《怒鍘公孫》、《情花劫》三部分即三大奇案，展示包拯智破奇案、洗刷冤情、還事情真相于天下的才能和氣魄。臺灣播映權由臺灣電視公司購得，2000年播出並重新收錄主題曲。香港播映權由亞洲電視購得，於本港台播出。

## 剧情概述
第一單元《雙城記》澶州兩位將軍素來不和，因為兩家之間總是出邪事，包拯破獲此奇案，更值得慶幸的是兩家兒女終成眷屬，徹底化解兩家恩怨。
第二單元《怒鍘公孫》公孫策回到了故鄉，發現了十六年前和舊情人韓翠英的秘密，翠英因此誤殺了大師兄，公孫策出面替翠英頂罪，包拯怒鍘公孫。
第三單元《情花劫》落魄秀才卓修文進京趕考，寄住在父親好友李慶甫家，與李府小姐李婉柔相戀，不幸的是在和李小姐約會的當晚，李小姐被殺。

## 演员表

### 主演
| 演员   | 角色   | 國語配音 | 粵語配音 | 简介         |
| 金超群 | 包拯   | （原音） | 周永光   | 奉旨代天巡狩 |
| 焦恩俊 | 展昭   | 官志宏   | 劉昭文   | 包拯護衛     |
| 范鴻軒 | 公孫策 | 徐健春   | 陳偉權   | 包拯師爺     |
| 張晶   | 包紈   | 劉小芸   | 程文意   | 包拯姪女     |
| 李昆   | 包興   | 胡立成   | 盧傑群   | 包拯管家     |

### 四大門柱
| 演員   | 角色 | 國語配音        | 國語配音          | 國語配音        | 粵語配音 | 簡介 |
| 演員   | 角色 | 第一單元 雙城記 | 第二單元 怒鍘公孫 | 第三單元 情花劫 | 粵語配音 | 簡介 |
| 崔凱   | 王朝 |                 |                   |                 |          |      |
| 劉越逖 | 馬漢 | 夏治世          | 夏治世            | 陳宗岳          |          |      |
| 趙鴻順 | 張龍 |                 |                   |                 |          |      |
| 蘇剛   | 趙虎 |                 |                   |                 |          |      |

### 雙城記
| 演员   | 角色   | 國語配音 | 粵語配音 | 简介                                                                                   |
| 勾峰   | 韓威遠 | 王希華   | 梁有恆   | 澶州府德樂縣駐軍統帥                                                                   |
| 林小樓 | 韓紫雲 | 林芳雪   | 曾佩儀   | 韓威遠之女，喜歡焦正浩。                                                               |
| 楊嘉諾 | 朱心橋 | 康殿宏   | 黃志成   | 韓威遠的副將，實為遼人的奸細。利用韓、焦兩家的恩怨，加深兩家的誤會，使其遼人能夠南下。 |
| 孫晨曦 | 裘玉龍 | 袁光麟   | 盧傑群   | 韓威遠的內侄                                                                           |
| 李雲珠 | 裘玉絹 | 劉小芸   | 吳小藝   | 裘玉龍的義妹，愛慕焦正浩，想與其私奔，不料被人先姦後殺。                               |
| 于鯬   | 焦正浩 | 夏治世   | 陳廷軒   | 焦玄風之子，與韓紫雲青同意合。                                                         |
| 楊君   | 焦玄風 | 趙明哲   | 梁志達   | 澶州府鹿縣駐軍統帥                                                                     |
| 李俐儀 | 焦夫人 | 崔幗夫   | 徐愛貞   | 焦玄風的夫人，焦正浩母親                                                               |
| 王月琴 | 余鳳   | 吳祖忞   |          | 焦正浩的奶娘，女兒雁兒被人先姦後殺。                                                   |
| 張健   | 王旭昌 | 陳宗岳   | 黃健強   | 澶州府知府                                                                             |

### 怒鍘公孫
| 演员   | 角色   | 國語配音 | 粵語配音 | 简介                                                                                                 |
| 李志堅 | 常彪   | 張鴻明   | 黃志明   | 公孫策學醫時候的大師兄，卻因對師妹索要好處，被師妹下手毒死。                                         |
| 涂善妮 | 韓翠英 | 王華怡   | 黃玉娟   | 公孫策學醫時候的師妹，亦是公孫策的舊情人。                                                           |
| 夏暉   | 冰兒   | 魏晶琦   | 譚淑嫻   | 鎮南王府小郡主，實為公孫策與韓翠英之女。                                                             |
| 田平春 | 鎮南王 | （原音） | 陳旭明   | 告老還鄉的王爺。對夫人情深似海，也對冰兒身世知曉                                                     |
| 黃文豪 | 秦志剛 | 杜滿生   | 陳廷軒   | 鎮南王義子，鎮南王府的校尉，對於王爺很忠心。對於夫人一切都知曉，扛下一切，自盡而亡。                 |
| 金書貴 | 朱明德 | 陳宗岳   | 曾秉輝   | 寶來縣富商，對大夫人的死，一直耿耿於懷。對於當初一切，悔不當初。                                     |
| 張曉玲 | 柳如花 | 呂佩玉   | 姜麗儀   | 朱明德的小妾，甘溫水煮蜻蛙一般，慢慢毒死大夫人。而後，故技重施，想毒死朱明德，事發被捕，判秋後問斬。 |

### 情花劫
| 演员   | 角色   | 國語配音 | 粵語配音 | 简介                                           |
| 謝屏楠 | 朱昆   | 康殿宏   | 黃志成   | 潯州知府                                       |
| 施羽   | 方大有 | 袁光麟   | 馮志輝   | 朱昆的外甥，迷上五石散，性情大變，殺害李小姐。 |
| 高亮   | 卓修文 | 夏治世   | 翟耀輝   | 落魄秀才，被誤會殺了李小姐、盜取官銀等罪。     |
| 陳啟峻 | 李義   | 杜滿生   | 黃健強   | 李府管家，知道真兇是方大有，並有物証。         |
| 何妤玟 | 嫣紅   | 王華怡   | 曾佩儀   | 李婉柔的貼身丫鬟                               |
| 王琳   | 李婉柔 | 劉小芸   |          | 李慶甫之女，情定卓修文，被方大有所殺，         |
| 王孫   | 李慶甫 | 雷威遠   | 潘文柏   | 告老還鄉的尚書。將一百兩官銀給卓修文，當路費。 |
| 花佩蘭 | 李夫人 | 崔幗夫   | 譚淑英   | 李慶甫的夫人，李婉柔母親，不喜歡卓修文。       |

## 音乐

### 亞視版
| 曲別          | 歌名       | 作詞 | 作曲   | 演唱者 |
| 主题曲/片尾曲 | 《包青天》 | 孫儀 | 楊秉忠 | 胡瓜   |

### 台視版
| 曲別   | 歌名           | 作詞   | 作曲   | 演唱者 |
| 片頭曲 | 《守護你》     | 劉思銘 | 薛忠銘 | 郭富城 |
| 片尾曲 | 《你要我勇敢》 | 廖瑩如 | 林東松 | 鄭秀文 |